# Premio vigueses distinguidos
Los Premios vigueses distinguidos es una distinción de honor que concede la corporación municipal del Ayuntamiento de Vigo a personas, colectivos o entidades por sus méritos al servicio de la ciudad de Vigo y de su área metropolitana en cualquier aspecto de la realidad social, cultural, deportiva o económica.
Actualmente las condecoraciones están divididas en dos categorías, la Medalla de oro de Vigo (la condecoración más alta) y el título de Vigués Distinguido (segunda categoría).
El acto de entrega de los galardones se celebra habitualmente en las instalaciones del Teatro García Barbón en los días previos a la Celebración de la Reconquista.

## Medalla de oro de Vigo
Esta distinción tiene sus orígenes en 1936, cuando en una reunión celebrada el 1 de septiembre de ese mismo año, la Comisión Gestora Municipal presidida por José Jiménez García, decide otorgar por unanimidad la primera medalla de platino de la ciudad al comandante militar de la plaza don Felipe Sánchez Rodríguez.
En las décadas posteriores la corporación municipal del ayuntamiento otorgó de forma ocasional la medalla de oro de la ciudad a diversas personas y colectivos mediante diversos procedimientos. No fue hasta el año 1987 cuando el galardón decide entregarse anualmente mediante acuerdo plenario en el consistorio municipal.
Entre las instituciones y personalidades galardonadas con la medalla de oro de Vigo anteriormente a 1987, pueden citarse: Blas Agra Mancebo (periodista), Cesáreo González (productor de cine y empresario), Círculo Cultural Mercantil e Industrial de Vigo, Emilio Bermúdez (magistrado), Isaac Fraga (productor de cine y empresario), Javier Sensat (empresario), Juan Baliño Ledo (abogado), La Industriosa (fábrica fundada por Antonio Sanjurjo Badía), Leopoldo Eijo Garay (obispo), Luis Suárez-Llanos (alcalde de Vigo), Salvador de Puente (alcalde de Vigo) o Valentín Paz-Andrade (abogado), entre otros.

### Galardonados con la Medalla de Oro de Vigo a partir de 1987

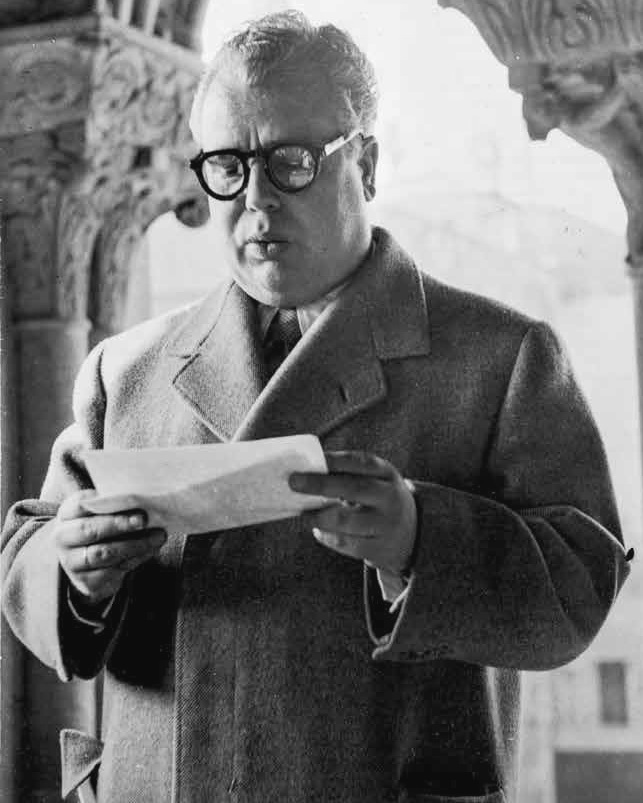
Francisco Fernández del Riego, medalla de oro de Vigo en 1988.

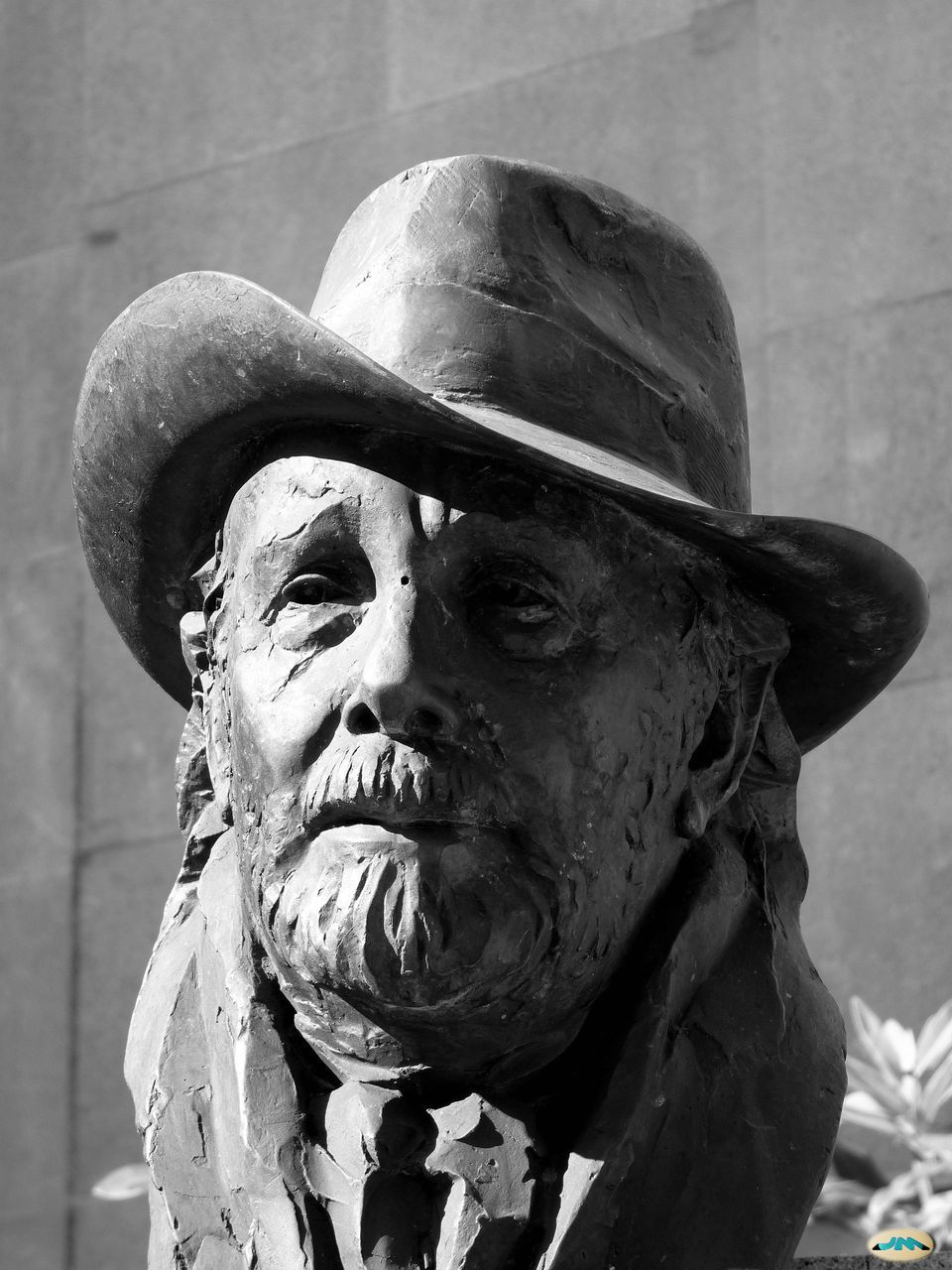
José Otero Abeledo «Laxeiro», medalla de oro de Vigo en 1990.

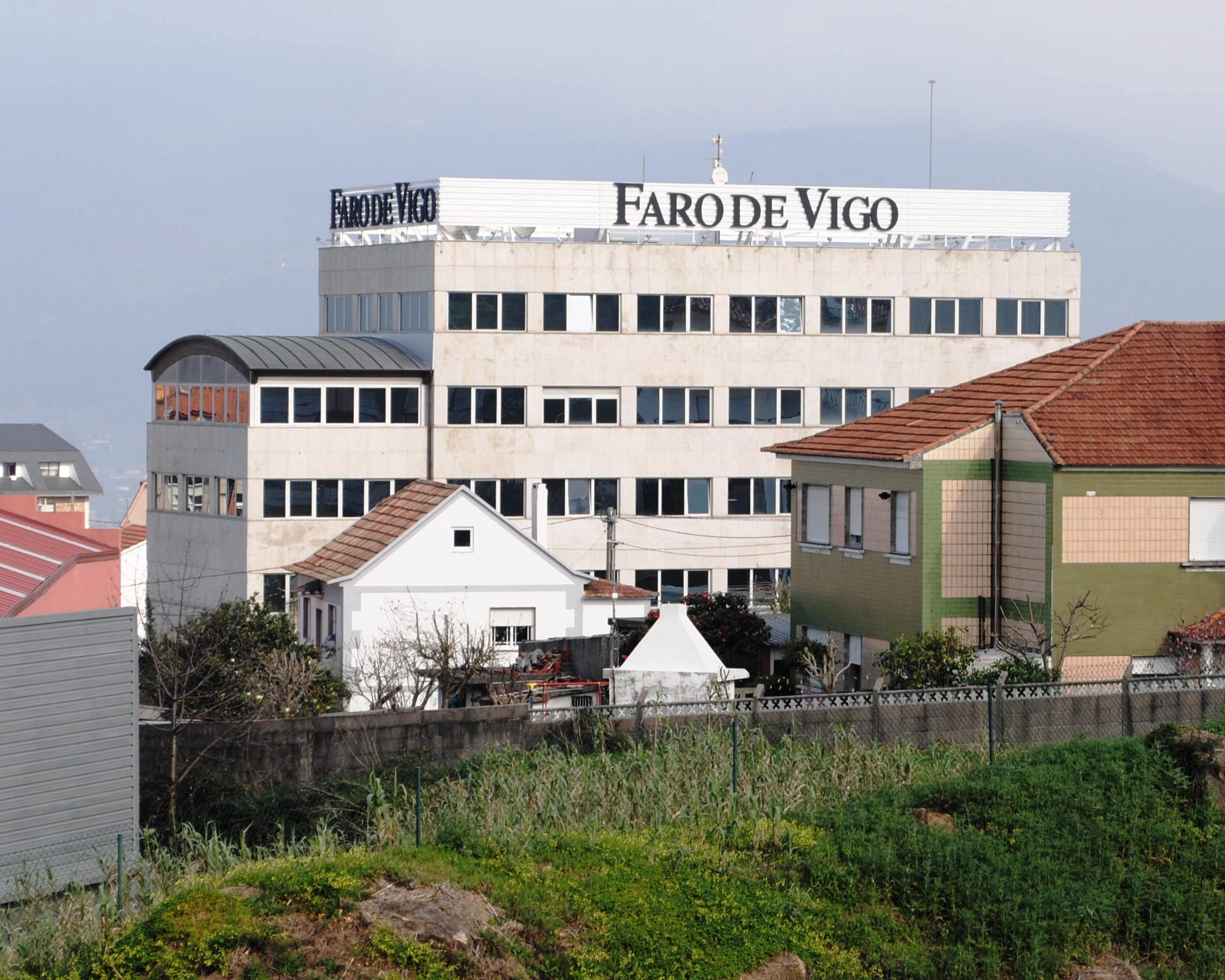
Faro de Vigo, medalla de oro de Vigo en 2003.

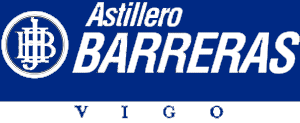
Astillero Barreras, medalla de oro de Vigo en 2008.

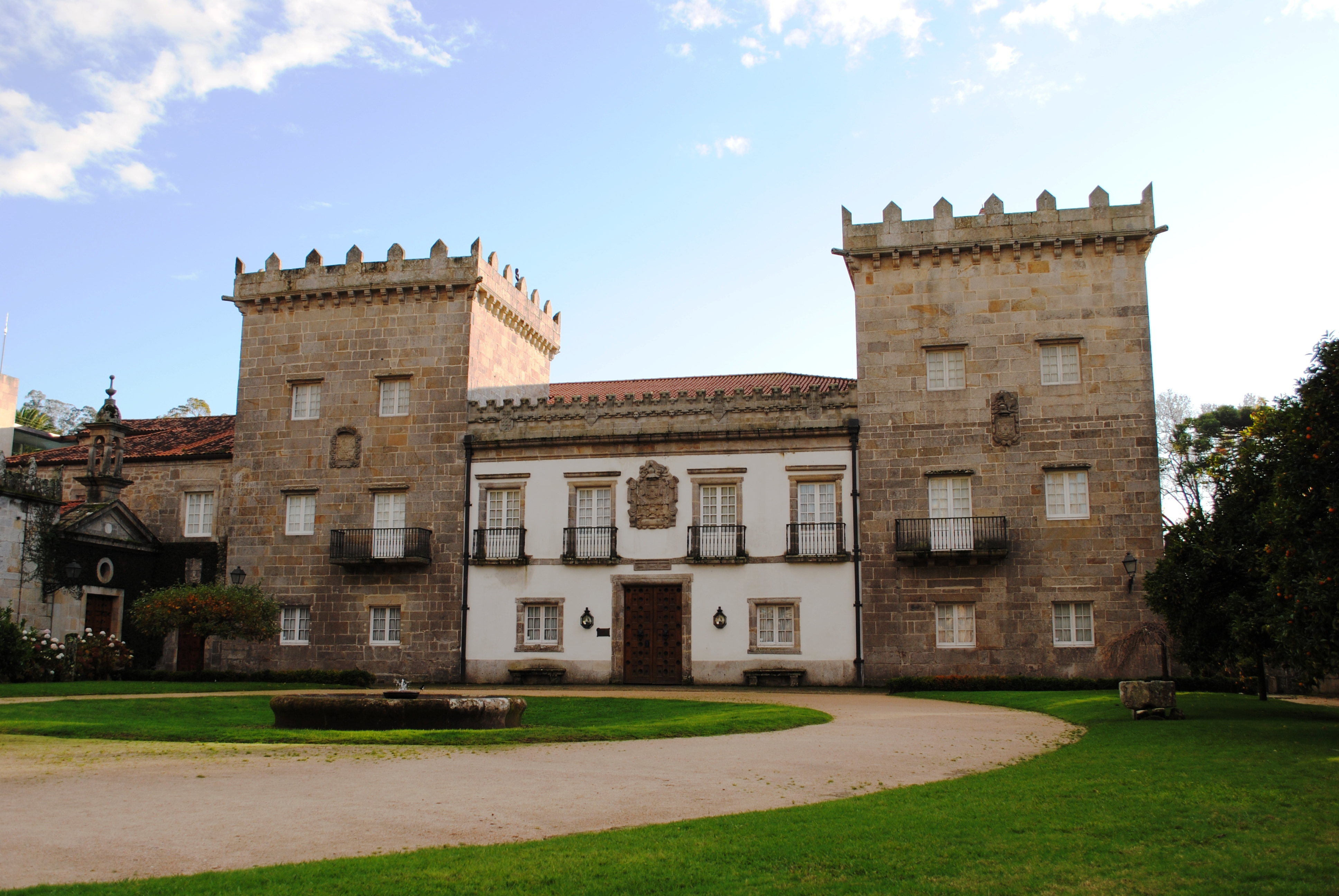
Museo Quiñones de León, medalla de oro de Vigo en 2012.

| Año  | Galardonados |
| ---- | --- |
| 1987 | Fernando Alonso Amat |
| 1988 | Francisco Fernández del Riego |
| 1989 | En este año no se entregó la medalla |
| 1990 | José Otero Abeledo «Laxeiro» |
| 1991 | En este año no se entregó la medalla |
| 1992 | Alberto Casal Rivas |
| 1993 | Radio Popular - COPE Vigo |
| 1994 | Luis Espada Recarey Radio Vigo |
| 1995 | Congregación Salesiana María Auxiliadora (Sociedad San Francisco de Sales)                                                              |
| 1996 | Fábrica PSA de Vigo |
| 1997 | Julio Fernández Gayoso |
| 1998 | Colegio Apóstol Santiago |
| 1999 | Real Club Celta de Vigo |
| 2000 | Editorial Galaxia |
| 2001 | Escuela de Ingeniería Técnica Industrial de la Universidad de Vigo                                                                      |
| 2002 | Antonio Nieto Figueroa «Leri» Armada Española Centro Portugués de Vigo                                                                  |
| 2003 | Faro de Vigo |
| 2004 | Asociación Nacional de Fabricantes de Conservas de pescados y Mariscos (ANFACO - CECOPESCA)                                             |
| 2005 | Complejo Hospitalario Universitario de Vigo (CHUVI)                                                                                     |
| 2006 | Real Club Náutico de Vigo |
| 2007 | Policía Local de Vigo Red de mujeres vecinales contra los Malos Tratos                                                                  |
| 2008 | Astillero Barreras |
| 2009 | Cuerpo de Bomberos de Vigo |
| 2010 | Universidad de Vigo |
| 2011 | Federación de Comercio de Vigo (FECOVI)                                                                                                 |
| 2012 | Museo Quiñones de León |
| 2013 | Asociación Española contra el Cáncer (AECC)                                                                                             |
| 2014 | Empresas del sector naval de la Ría de Vigo                                                                                             |
| 2015 | Industria de la automoción de Vigo |
| 2016 | Conxemar |
| 2017 | Centro Oceanográfico de Vigo |
| 2018 | Diálogos 90 |
| 2019 | Consorcio de la Zona Franca de Vigo |
| 2020 | Personal sanitario del CHUVI Profesionales sanitarios que atendieron a los afectados durante la Pandemia de enfermedad por coronavirus. |
| 2021 | Susana Rodríguez Gacio Sectores esenciales que mantuvieron su funcionamiento durante la pandemia del COVID-19                           |
| 2022 | Isabel Pardo de Vera |
| 2023 | Astilleros Armon Vigo Ceferino de Blas (a título póstumo)                                                                               |
| 2024 | Hospital Povisa Cuerpo Nacional de Policía                                                                                              |
| 2025 | La Fe Seguros Cooperativa Armadores de Pesca de Vigo (ARVI)                                                                             |

## Vigués Distinguido
La actual distinción de Vigués Distinguido cuenta con dos antecedentes.
La primera tuvo lugar en 1973, cuando por iniciativa propia y sin la participación de ningún estamento público, la emisora radiofónica La Voz de Vigo impulsa el galardón «Uve de Vigo», creada con el objetivo de reconocer a personas o entidades sus méritos y contribución al desarrollo de la ciudad de Vigo. El jurado de este premio estaba formado por los directores de las emisoras de radio y de diversos periódicos locales. La gala para entregar los premios «Uve de Vigo» se celebró el 9 de febrero de 1974, en ella fueron galardonados: Alejandro Barreras (empresario), la Cámara de Comercio, Industria y Navegación de Vigo, Camilo Veiga (presidente del Círculo Cultural Mercantil e Industrial de Vigo), el centro de formación de la Armada, la ETEA y José Fernández López (empresario). Finalmente esta primera iniciativa no tuvo continuidad.
El segundo antecedente data de 1986, cuando el Ayuntamiento de Vigo aprueba las bases por las que debían regirse los denominados «Premios Reconquista», reconocimiento al que podían optar todas las personas, empresas o entidades que se hayan destacado en su trayectoria vital o en el curso de los últimos doce meses, en las áreas económica, cultural, deportiva o social y en el ámbito territorial del Ayuntamiento de Vigo.
En ese año la comisión de gobierno local otorga los «Premios Reconquista 86» a: Alejandro Gómez Cabral (atleta), Alfonso Paz-Andrade (empresario), la Caja de Ahorros Municipal de Vigo, Radio ECCA y Siniestro Total (grupo de rock).
A partir de 1987 la distinción comienza a denominarse Vigués Distinguido, incluyéndose definitivamente un año después en el «Reglamento de Honores y Distinciones atribuyéndole la finalidad de señalar “a la persona o grupo de personas que sobresalieron a lo largo de su vida por sus virtudes humanas o por su quehacer profesional; vigueses famosos, populares e incluso, en algunos casos, personas que por su trabajo callado o por su personal rechazo de todo protagonismo no son conocidas por la mayoría"».

## Controversias
En la edición del año 2016 se produjo el primer rechazo de una candidatura al título de Vigués Distinguido. La candidatura rechazada y que finalmente no logró los apoyos suficientes del pleno municipal para ser galardonada fue la asociación Red Madre, propuesta realizada por el Partido Popular de Galicia. La candidatura de los populares fue descartada por los grupos municipales del Partido dos Socialistas de Galicia-PSOE y Marea de Vigo, al ser esta entidad un colectivo con clara ideología antiabortista.
En 2007 la entrega de los galardonados a Vigués Distinguido se vio inmersa en una controversia que provocó un enfrentamiento entre la entonces alcaldesa de Vigo, Corina Porro del Partido Popular de Galicia y los grupos de la oposición. La polémica tuvo lugar al negarse Corina Porro a entregar el título de Vigués Distinguido a la Asociación viguesa por la memoria del 36, candidatura propuesta por el Partido dos Socialistas de Galicia-PSOE. Finalmente y debido a la presión de la oposición en el consistorio municipal y de diversos estamentos de la sociedad viguesa, esta agrupación fue galardonada en la ceremonia de ese mismo año.

## Cronista oficial de Vigo
Al margen de la Medalla de oro de Vigo y del galardón de Vigués distinguido, el ayuntamiento olívico otorga desde el siglo XIX el título de «cronista oficial de la ciudad de Vigo». Esta designación honorífica es de por vida y desde el año 2017 ejerce como cronista oficial de la ciudad el periodista Ceferino de Blas, quien substituyó en el puesto al también periodista Lalo Vázquez Gil tras su fallecimiento.